# Autostrada A40 (Niemcy)
Autostrada federalna A40 (niem. Bundesautobahn 40 (BAB 40), Autobahn 40 (A40)) – autostrada w Niemczech łącząca ze sobą miasta na osi Straelen – Dortmund.
A40 powstała w latach 1954 - 1977, w wyniku rozbudowy drogi krajowej B1. Do 1992 roku na odcinku Kreuz Kaiserberg – Essen – Dortmund (Kreuz Dortmund/Unna) była oznakowana jako autostrada A430. Znana również jako Ruhrschnellweg.

## Odcinki międzynarodowe
Autostrada na odcinku od granicy z Holandią do skrzyżowania z autostradą A3 jest częścią trasy europejskiej E34.